# 东台河
东台河，位于中華人民共和國江苏省东台市北部，又称煎盐河，西起东台市，与通榆河相接，东北流经川水港闸入黄海。全长57.06公里，流域面积411平方公里。